# ألبرتو بلانكو
ألبرتو بلانكو هو رباع كوبي، ولد في 17 فبراير 1950.

## وصلات خارجية
- ألبرتو بلانكو على موقع IAT Database Weightlifting (الألمانية)
- ألبرتو بلانكو على موقع اللجنة الأولمبية الدولية (الإنجليزية)
- ألبرتو بلانكو على موقع أوليمبيديا (الإنجليزية)